# Coch
Coch – część wsi Skrzatusz w Polsce, położona w województwie wielkopolskim, w powiecie pilskim, w gminie Szydłowo.
W latach 1975–1998 Coch administracyjnie należał do województwa pilskiego.
Dawniej działało tu Państwowe Gospodarstwo Rolne.